# 村田英憲
村田英憲（日语：村田 英憲，1928年7月20日—2023年9月30日），日本男性動畫製作人、動畫製作公司EIKEN創立人、名譽會長。出身於廣島縣廣島市。

## 經歷
1945年8月6日，他的家鄉被投下原子彈，弟弟在核爆中喪生。戰後，在中央大學擔任學生汽車聯盟初代委員長。
1969年任日本電視台電影部長期間，將動畫部獨立，成立「株式會社TCJ動畫中心」。同年，他將目光投向了在朝日新聞連載的《海螺小姐》，並透過宣弘社將電視動畫《海螺小姐》的企劃帶到富士電視台，到2022年為止，已經製作了53年，成為國民長壽節目。此後，他陸續推出了多部以《海螺小姐》為支柱的闔家路線動畫。1973年，他將商號用自己名字的音讀改為「Eiken」。
2007年，就任代表董事會長。
2008年，獲頒第4屆東京國際動畫博覽會功勞奬。
2017年8月31日，辭去EIKEN代表董事會長，同年9月1日就任名譽會長。
2019年12月，獲頒文化廳長官表揚。

## 作品列表

### 動畫
- 青少棒揚威記（製作，1980年、1983年，日本電視台）
- 玻璃假面 (1984年版)（製作，1984年，日本電視台)
- 宇宙防衛隊PJ（日语：銀河パトロールPJ）（製作，1984年，富士電視台）
- 你好，我叫敦子（日语：ハーイあっこです）（製作，1988年－1992年，朝日放送）
- 西頓動物記（製作，1989年－1990年，日本電視台）
- 人小鬼大（製作，1992年－1994年，讀賣電視台）
- 妙廚老爹（製作，1992年－1995年，朝日放送）
- 酷妹當家（創意製作人，1996年－1997年，TBS）
- 動畫版 男人真命苦 ～寅次郎勿忘我～（製作總指揮，1998年8月7日，TBS）
- 元氣五胞胎（製作，2001年，TBS）
- Play Ball（日语：プレイボール (漫画)）（企劃，2005年－2006年，UHF動畫）